# Stiftsarchiv St. Gallen
Das Stiftsarchiv St. Gallen ist das Archiv der ehemaligen Fürstabtei St. Gallen und umfasst die Weltliches und Kirchliches betreffenden Rechtsdokumente und Verwaltungsakten der Abtei St. Gallen etwa vom Jahre 720 bis zu ihrer Aufhebung im Jahr 1805. Das Archiv ist heute gemeinsames Eigentum von Kanton und Katholischem Konfessionsteil, im Ganzen enthält es rund 20 000 Originalurkunden, über 2500 handgeschriebene Bücher und ungezählte Aktenstücke, dazu Karten und Pläne sowie eine Siegelstempelsammlung. Davon stammen über 700 pergamentene Traditionsurkunden (Schenkungsurkunden) sowie fast 100 karolingische (etwa zwei Drittel der heute existierenden karolingischen Urkunden) und ottonische Herrscherdiplome aus der Zeit vor dem Jahr 1000.

## Archivbestände
Anhand von Vermerken auf der Rückseite der Urkunden (sogenannte Dorsalnotizen) die der erste fassbare Stiftsarchivar Waldo vorgenommen hat, kann davon ausgegangen werden, dass das Archiv mindestens seit den 770er-Jahren ununterbrochen besteht. Mit diesem nördlich der Alpen einzigartigen frühen Bestand sind nur ganz wenige, wie etwa derjenige des Staatsarchivs Mailand, vergleichbar. Für die quellenarme Zeit des ersten nachchristlichen Jahrtausends sind diese Dokumente von Bedeutung für das Gebiet der heutigen Kantone St. Gallen, beide Appenzell, Thurgau, Schaffhausen, Zürich, Aargau, beide Basel, Bern, für das Elsass, für Süddeutschland (Baden-Württemberg und Bayern) und für Vorarlberg. Die Archivbestände umfassen insgesamt über 1000 Ersterwähnungen von Städten, Dörfern und Weilern in diesen Gebieten.
Bis zur Französischen Revolution birgt das Stiftsarchiv für grosse Gebiete des heutigen Kantons St. Gallen und einige angrenzende Regionen den bedeutendsten Teil an historischen Quellen und Zeugnissen. Es erfüllt damit für diesen Zeitraum zu einem grossen Teil die Funktion eines Staatsarchivs. In der Stiftsbibliothek hingegen liegt, räumlich, rechtlich und administrativ wie schon in der Klosterzeit vom Archiv getrennt, die ebenso weit zurückreichende Sammlung von theologischen, wissenschaftlichen und literarischen Handschriften der Abtei St. Gallen.
Als zweiten Hauptbestand verwaltet das Stiftsarchiv die Archivalien der 1838 aufgehobenen Abtei Pfäfers (gegründet etwa 750) samt ihrer durch einen Brand im 17. Jahrhundert dezimierten Bibliothek, die noch rund 40, zum Teil frühmittelalterliche Handschriften zählt. Die Bestände des von St. Gallen abhängigen Frauenkloster St. Wiborada in St. Georgen (1834 aufgehoben) sind, neben den Beständen des Klosters St. Johann im Thurtal (1555 in die Abbtei St. Gallen inkorporiert) zu finden.
Als wichtigste Codices seien genannt: im St. Galler Archiv das Verbrüderungsbuch und das Professbuch aus dem 9. Jahrhundert; im Pfäferser Archiv der karolingische „Liber Viventium“ (Buch der Lebenden), der „Liber Aureus“ (Goldenes Buch) sowie ein unter Abt Johannes Heider 1590 angefertigtes, reich illuminiertes Kopialbuch („Vidimus Heider“).
Unter den neueren Beständen des St. Galler Archivs sind besonders zu erwähnen die Tage- und Rechnungsbücher der Fürstäbte, die von Abt Bernhard Müller (Abt 1594–1630) bis zu Abt Beda Angehrn (Abt 1767–1796) reichen. Sie stellen erstklassige Quellen dar für alle möglichen Teilgebiete der Geschichte, gerade auch für die Kunstgeschichte. Als Depositum der Katholischen Administration liegt im Stiftsarchiv auch der Nachlass des letzten St. Galler Abts Pankraz Vorster (Abt 1796–1805, gestorben 1829), mit dessen Tagebuch und einer umfangreichen Brief- und Aktensammlung.
Die Überlieferung eines so reichen Bestandes ist allein der Tatsache der durch die Jahrhunderte der Abteigeschichte ununterbrochenen sorgfältigen Aufbewahrung zu verdanken, heute in einem feuer- und einbruchgeschützten, günstige raumklimatische Bedingungen (Vermeidung von Feuchtigkeit) bietenden Kulturgüter-Schutzraum.

## Lage
Das Archiv befindet sich im Nordflügel (Zeughausflügel) des Regierungsgebäudes im Stiftsbezirk. Das Archiv verfügt auch über einen Ausstellungssaal für wechselnde Ausstellungen sowie eine Dauerausstellung.

## Aufgaben
Die wichtigsten Aufgaben des Stiftsarchivs sind die Erschliessung und Bereitstellung seiner Dokumente für die historische Forschung sowie die Beantwortung wissenschaftlicher Anfragen. In temporären Ausstellungen und mit Publikationen soll versucht werden, auch weitere interessierte Kreise an die historischen Quellen der St. Galler Geschichte heranzuführen.

Der Ausstellungssaal wurde zwischen 2018 und 2019 von Andy Senn umgebaut.

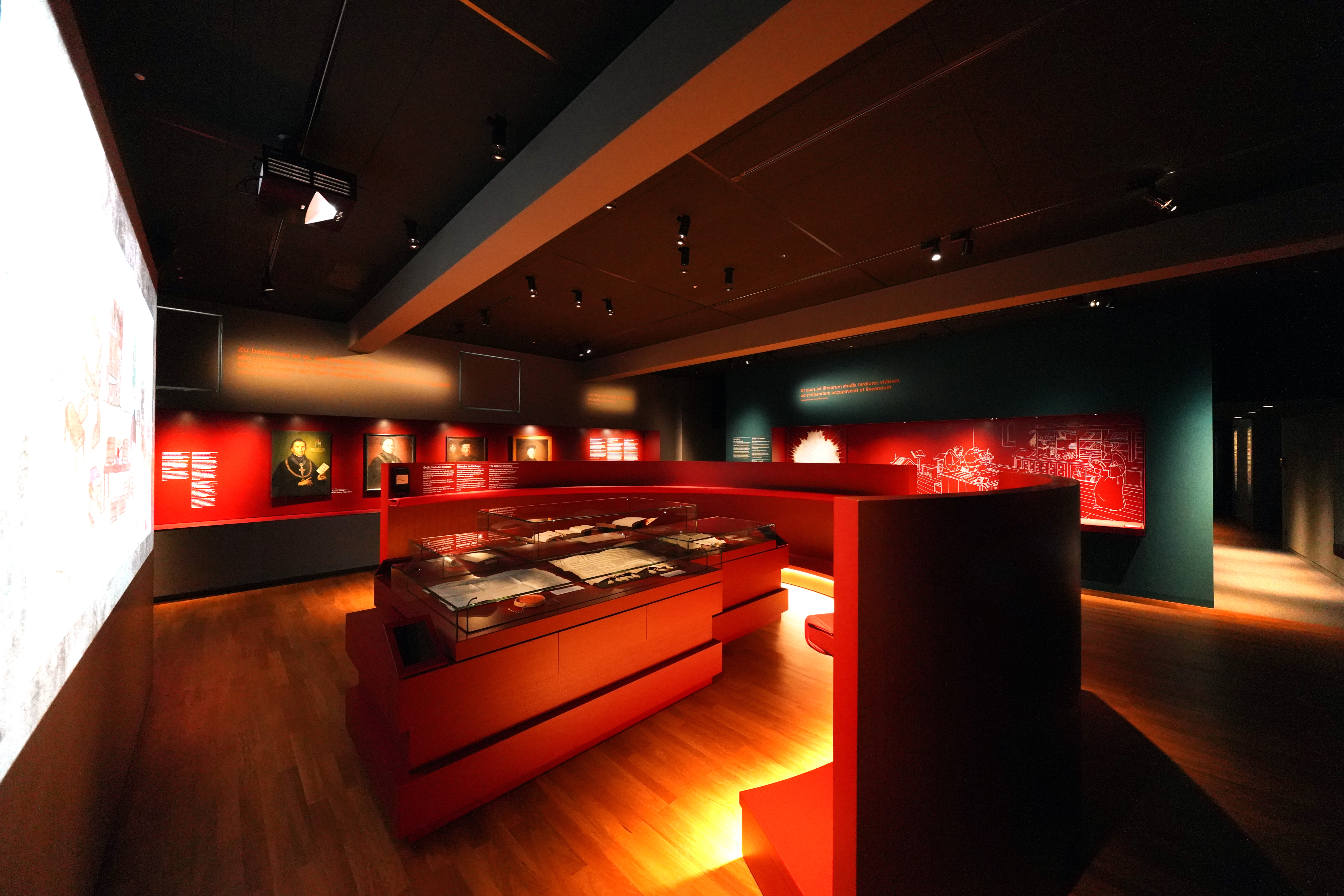
Ausstellungssaal des Stiftsarchivs

Das Stiftsarchiv wird gemeinsam von den Rechtsnachfolgern des St. Galler Klosters, dem Kanton und Katholischem Konfessionsteil getragen. Das Archiv ist dem Departement des Inneren als eigenständiges Amt unterstellt.
Das Archiv führt in seinen Räumen auf Anmeldung Seminare für Universitäten oder Führungen für eine breitere Gruppe von Interessierten durch. Vor allem Gruppen aus Ortschaften mit der Ersterwähnung im Stiftsarchiv sind immer wieder zu Gast. Das Archiv gibt die Edition Chartularium Sangallense heraus.
Im Lesesaal stehen die Archivbestände Fachleuten und Laien für Forschungszwecke offen. Die Archivare beraten im Rahmen eines vernünftigen Zeitaufwandes die Archivbenützer und legen ihnen die einschlägigen Archivalien zum Studium bereit. Beratung und Archivbenützung sind kostenlos, die Forschungsarbeit ist aber vom Benützer selbst zu leisten.
Die Dokumente im Stiftsarchiv und in der Stiftsbibliothek St. Gallen wurden 2017 zum Weltdokumentenerbe erklärt. Der Nordflügel gehört zum St. Galler Weltkulturerbe.